# Amdusias

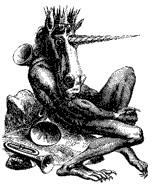
Amdusias, de Collin de Plancy, do Dictionnaire Infernal.

Na demonologia, Amdusias, (também Amduscias, Amdukias ou Ambduscias) tem trinta legiões de demónios sob seu comando (vinte e nove, de acordo com outros autores) e tem a classificação de Grande Duque.
Ele é retratado como um homem com garras em vez de mãos e pés, com a cabeça de um unicórnio, e um trompete para simbolizar a sua voz poderosa. De acordo com outras fontes, este demônio é descrito como um unicórnio e muda sob a forma de um homem sob o pedido do mágico.
Amdusias está associada com o trovão e foi dito que sua voz é ouvida durante a tempestade. Em outras fontes, ele é acompanhado pelo som das trombetas e quando ele vem, dá concertos, caso seja ordenado. Mas ao mesmo tempo, todos os tipos de instrumentos musicais que podem ser ouvidos não podem ser vistos. Ele pode fazer árvores dobrarem à sua vontade.
Ele é mencionado como um Duque na Pseudomonarchia Daemonum de Johann Weyer (1583).